# LS-DYNA
LS-DYNA – pakiet oprogramowania do analizy zjawisk szybkozmiennych metodą elementów skończonych rozwijany przez amerykańską firmę Livermore Software Technology Corporation (LSTC) w Livermore w Kalifornii, wykorzystujący szybkie sformułowanie typu "explicit". LS-DYNA znajduje zastosowanie m.in. w przemyśle samochodowym, lotnictwie, astronautyce, budownictwie, przemyśle maszynowym, wojskowości i bioinżynierii. Pierwowzorem oprogramowania LS-DYNA był program DYNA3D, opracowany w 1976 roku przez dr. Johna O. Hallquista z Lawrence Livermore National Laboratory (część Departamentu Energii Stanów Zjednoczonych) w celu modelowania wybuchów bomb jądrowych.
W przemyśle samochodowym pakiet LS-DYNA jest najczęściej wykorzystywany do modelowania testów zderzeniowych, a w przemyśle lotniczym m.in. do modelowania zderzeń ptaków ze skrzydłami samolotów.
W technice wojskowej pakiet LS-DYNA był m.in. stosowany przez United States Army do modelowania zagrożeń dla śmigłowców bojowych w celu poprawy przeżywalności maszyn na polu walki. Wykorzystywało go również NASA do tworzenia symulacji komputerowych w czasie badania katastrofy promu kosmicznego „Columbia”.
W Stanach Zjednoczonych i Europie odbywają się konferencje użytkowników oprogramowania LS-DYNA, podczas których prezentowane są artykuły związane z analizą zjawisk metodą elementów skończonych za pomocą pakietu LS-DYNA.